# Johann II. Praun

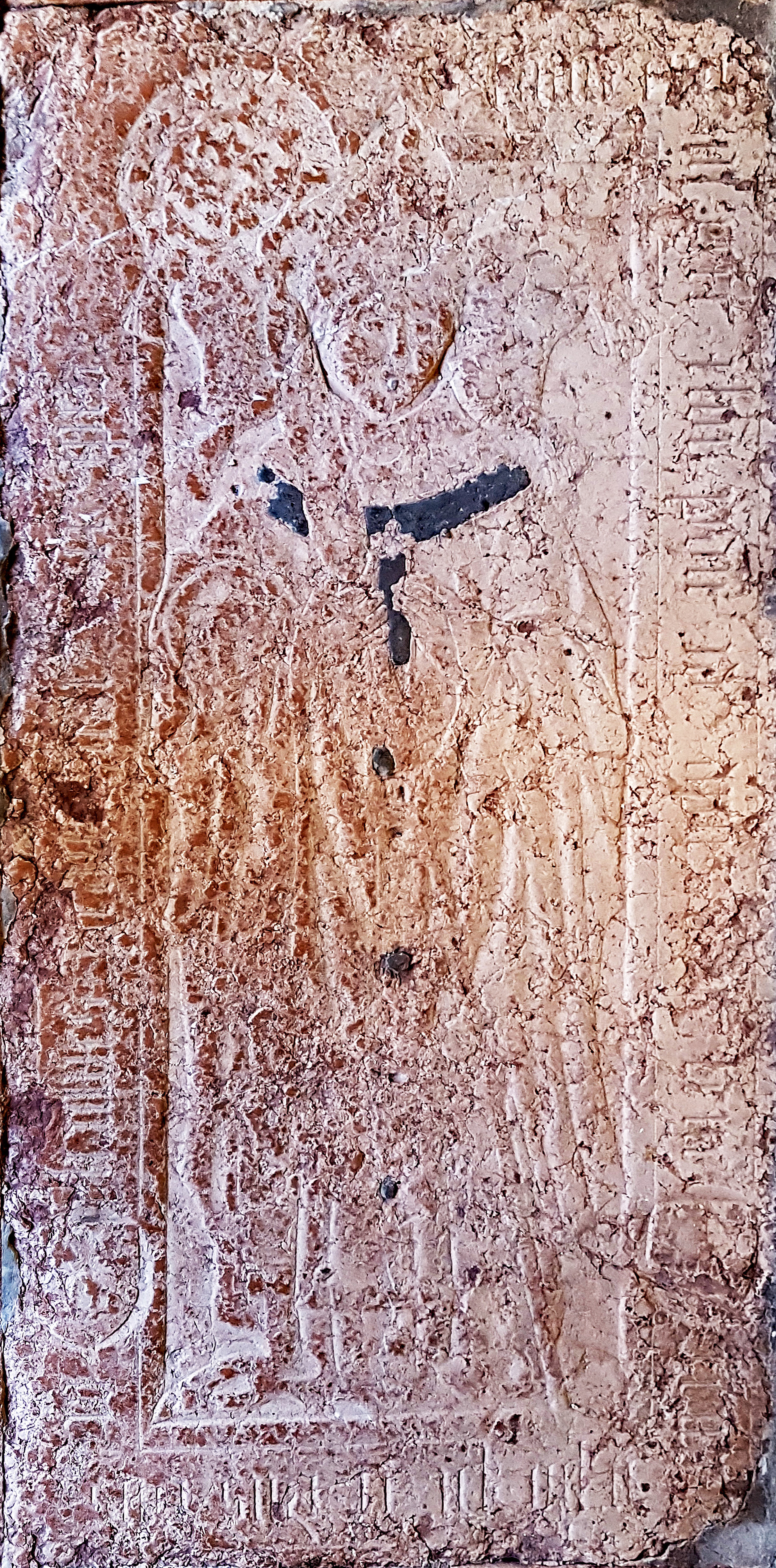
Grabmal von Johann II. Praun

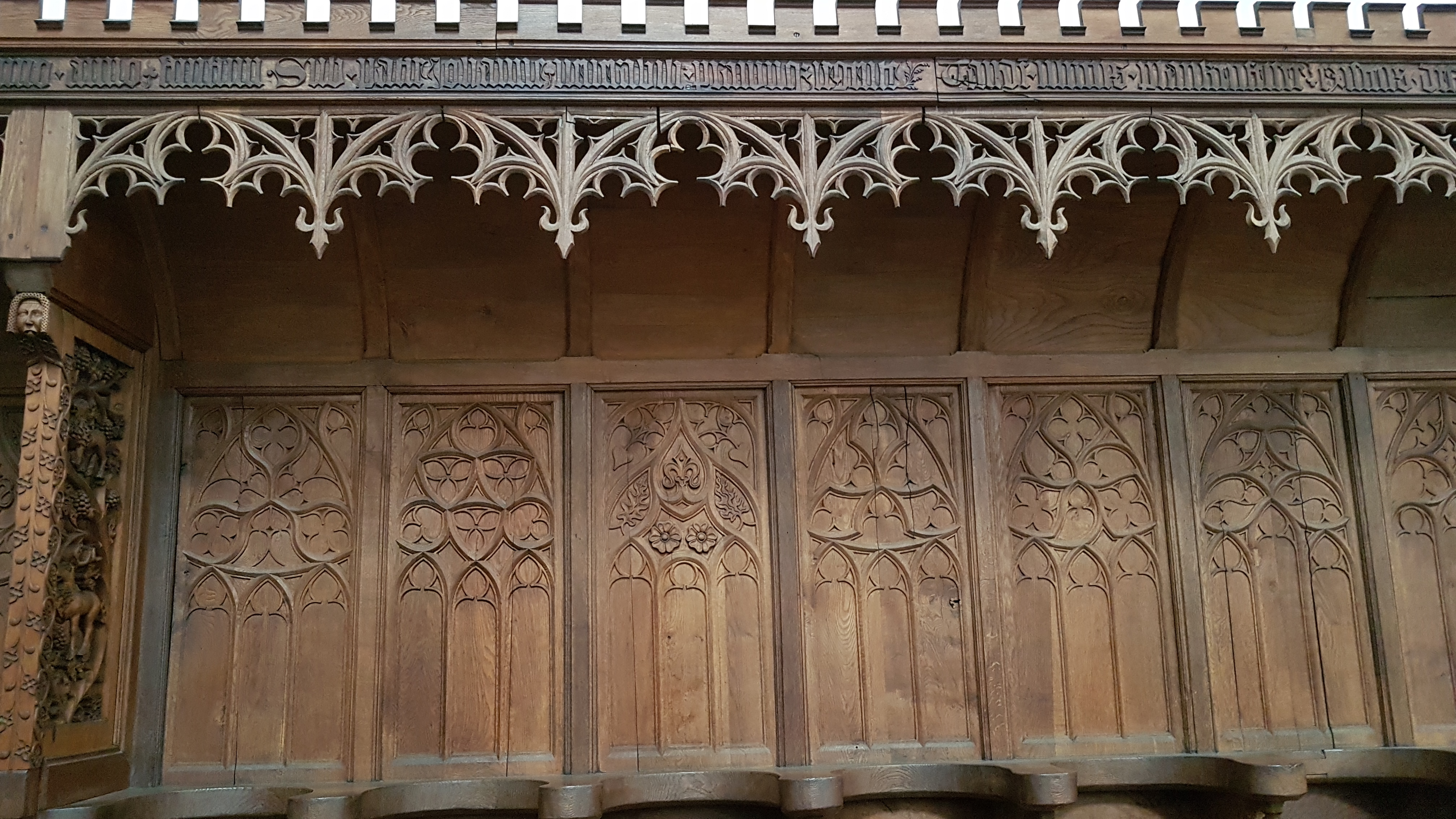
Ausschnitt Chorgestühl, Stiftskirche Berchtesgaden

Johann Praun war als Johann II. von 1432 bis 1446 Reichsprälat und Propst des Klosterstifts Berchtesgaden.
Über Prauns Leben und Wirken ist derzeit bis auf einen überlieferten Vertrag über den Verkauf von Holz an einen Ritter Jorg dem Schekchen von Wald nichts Genaueres bekannt.
Als Nachfolger von Peter II. Pienzenauer stand er noch immer unter der  „Metropolitangewalt“ Fürsterzbistum Salzburg und hatte an der immensen Schuldenlast zu tragen, welche das Klosterstift wegen seiner vorangegangenen kostspieligen Lebensführung und den Verlusten während des zweijährigen Schismas zwischen Ulrich I. Wulp und Sieghard Waller in den Jahren 1382 bis 1384 sich aufgeladen hatte. Doch offenbar war Praun auf einem guten Weg, denn sein Nachfolger Bernhard II. Leoprechtinger hatte am Ende nahezu die Hälfte der Schulden abzubauen vermocht.
Während Prauns Regentschaft wurde in der Berchtesgadener Stiftskirche das noch heute erhaltene gotische Chorgestühl aus Eichenholz zu beiden Seiten vor dem Hauptaltar eingerichtet. Ein Meister Marquard aus Reichenhall hat es in den Jahren 1436 bis 1443 vollendet.
Prauns Grabmal (Höhe: 2,27 m, Breite 1,15 m) mit lebensgroßer Figur eines Abts mit Pontifikalien, darunter das mit Blei ausgegossene Pallium, liegt als sehr flaches, stark abgetretenes Relief in rotem Marmor im Westgang des Kreuzganges zwischen Berchtesgadener Stiftskirche und dem vormaligen Augustiner-Chorherrenstift. Soweit zu entziffern, lautet die Umschrift in gotischen Minuskeln auf dem Grabstein:

„Anno . dni . m . cccc . xbvi . p’die (=pridi) . id . ap’lis . obyt . reue – (Wappen) – rend . Jxpo . pr‘ . et . dns . dns . Johannes . Prawn . hui . ecce . ppts.“